# Lordotus sororculus
Lordotus sororculus är en tvåvingeart som beskrevs av Samuel Wendell Williston  1893. Lordotus sororculus ingår i släktet Lordotus och familjen svävflugor. Inga underarter finns listade i Catalogue of Life.